# Resistència Catalana
Resistència Catalana (Resistencia Catalana) fue una organización terrorista independentista en el Rosellón, que actuó entre los años 1984 y 1986, y la mayor parte de los objetivos de sus ataques con explosivos fueron intereses urbanísticos franceses en el Rosellón.